# Championnats d'Union soviétique de cyclisme sur route
Les Championnats d'Union soviétique de cyclisme sur route ont été disputés pour la première fois en 1924. Un championnat féminin est créé en 1927.

## Les origines
La mise en place des compétitions routières sous forme d'un championnat d'URSS avait été précédée par un Championnat sur piste, domaine que le climat de la plus grande partie de l'URSS favorisait. Jusqu'à la fin des années 1940, plusieurs facteurs intervenaient, qui limitaient le cyclisme routier. Outre le climat, et l'état des routes, les priorités des plans quinquennaux soviétiques n'incluaient pas la fabrication en masse de bicyclettes. Le cyclisme sur piste, sur de longues distances, en vélodrome, comme celui de Toula, n'est cependant pas structuré en championnats annuels, mais il est lié à la tenue de grandes manifestations du sport ouvrier soviétique, les Spartakiades, déclinées au niveau des Républiques soviétiques dont la République socialiste soviétique fédérative de Russie. L'industrialisation du pays s'accompagne toutefois de progrès tant en matière d’infrastructures routières que de production de biens d'équipement. Dans le domaine du cyclisme soviétique cette évolution se lit dans les grandes compétitions créées en 1936/1937, tel le Tour de l'URSS dont deux éditions ont lieu en 1937 et 1938. La Seconde Guerre mondiale stoppait cette économie, et les usines transférées au-delà des lignes de l'invasion allemande, avaient, comme dans les autres pays alliés contre les hitlériens, une priorité dans le nécessaire armement.

## Après 1945
Le relèvement du pays après la Victoire alliée, ne permet que lentement la reprise des compétitions cyclistes. Les Championnats cyclistes sur route reprenaient en 1947, année essentielle pour le vélo soviétique. Une usine de fabrication de bicyclette est mise en exploitation à Karkhov. Cependant les compétiteurs soviétiques avaient un terrain d'action limité. Les échanges sportifs internationaux s'étaient effectués pour l'essentiel, avant la Guerre dans le cadre institutionnel du "Sport ouvrier" international. De fait les seules organisations sportives « travaillistes » nationales avaient des relations avec les sportifs soviétiques. La mise en place en 1951 d'un Comité olympique du sport soviétique, et celle de fédérations propre à chaque activité sportive modifie la situation des sportifs.
La participation soviétique aux Jeux olympiques dès les Jeux d'Helsinki en 1952 ouvre au sport soviétique et à ses champions un champ de développement dont les idéologues du régime voient les possibilités d'utilisation en termes d'image. Pour le cyclisme, la structuration de l'Union cycliste internationale en deux secteurs, l'un "professionnel", l'autre "amateur", celui auquel se rattache la Section cycliste du Comité olympique soviétique, permet, avant 1989, aux cyclistes soviétiques de pouvoir participer aux Jeux olympiques (qui étaient interdits aux professionnels). Mais les portes des courses de prestige, tels les grands Tours (France, Italie), leur étaient fermées. Les courses dites "open" étaient pour la plupart, l'ouverture aux professionnels des courses amateurs, plutôt que l'inverse. Il est notable que l'ouverture du cyclisme soviétique au professionnalisme, en début de saison 1989, s'effectue bien avant l'implosion du système politique qui l'encadrait. Mais elle venait trop tard pour la génération des Pikkuus, Soukhoroutchenkov, Averine et bien d'autres champions soviétiques.

## Les championnats d'Union soviétique de cyclisme sur route
Les Championnats d'Union soviétique ont dans ce contexte jusqu'en 1989 statuts de Championnats amateurs. Ils n'ont été professionnels qu'en 1989, et ont eu lieu sous ce statut en 1990 et 1991.
Le maillot distinctif étaient aux couleurs de l'URSS.

### Les Championnats amateurs
Le titre de Champion de l'Union soviétique de cyclisme n'est pas attribué que sur une seule épreuve sur route. Il existe plusieurs épreuves donnant lieu chacune à un titre :
- une épreuve individuelle de type "classique".
- une épreuve dite de critérium sur plusieurs "joutes" (3 courses dont le classement attribue un certain nombre de points, dont l'addition permet l'attribution du titre)
- une épreuve individuelle chronométrée sur environ 50 km
- une épreuve contre-la-montre comme la précédente mais en duo
- un titre de Champion de course par étapes[4]
- une épreuve par équipes, disputée contre-la-montre, sur un parcours de 100 kilomètres, distance de l'épreuve olympique
- Il y a aussi certaines années un Championnat "de la montagne"

### Le podium du championnat "classique"

#### 1954-1967
| Année                  | Champion en ligne                               | Deuxième              | Troisième                                  |  |
| 1954                   | Nikolaï Kolumbet                                |                       |                                            |  |
| 1955                   | Anatoli Tcherepovitch                           |                       |                                            |  |
| 1956                   | Yuri Koledov                                    | Boris Biebienin       | Nikolaï Kolumbet                           |  |
| 1957                   | Pavel Vostriakov                                | Georg Vinnik          | Vladimir Kriyutschkov                      |  |
| 1958                   | Viktor Kapitonov                                | Evgeni Klevtzov       | Antas Vjaravas                             |  |
| 1959                   | Viktor Kapitonov                                | Antas Vjaravas        | Alexeï Petrov                              |  |
| 1960                   | Alexis Podjazblonski                            | Antas Vjaravas        | Alexander Pavlov                           |  |
| 1961                   | Youri Melikhov                                  | Anatoli Tcherepovitch | Gainan Saidschushin                        |  |
| 1962                   | Alexei Petrov                                   |                       |                                            |  |
| 1963                   | Gainan Saidschushin                             | Adolf Liyuty          |                                            |  |
| 1964                   | Antas Vjaravas                                  | Gainan Saidschushin   | Alexandre Kulibin                          |  |
| 1965                   | Nikolai Fadeev                                  |                       |                                            |  |
| 1966                   | Alexandre Dochlijakov                           |                       |                                            |  |
| 1967                   | Viktor Petrov                                   |                       |                                            |  |
| 1968                   | Jaan Klassepp                                   |                       |                                            |  |
| 1969                   | Yuri Ozintcev                                   |                       |                                            |  |
| 1970                   | Nikolai Dmitriuk                                |                       |                                            |  |
| 1971                   | Anatoli Starkov                                 | Oleg Tussukanov       | Yuri Dmitriyev                             |  |
| 1972                   | Nikolai Krasksov                                | Sergueï Morozov       | Evgeni Smetanin                            |  |
| 1973                   | Anatoli Starkov                                 | Yuri Mikhaïlov        | Yuri Lavruschkin                           |  |
| 1974                   | Boris Issaiev                                   | Anatoli Starkov       |                                            |  |
| 1975 VIe Spartakiade   | Vitautas Galinauskas                            | Nikolaï Gorelov       | Boris Issaiev                              |  |
| 1976                   | Alexandre Averine                               | Sergueï Morozov       | Saïd Gusseïnov                             |  |
| 1977                   | Sergueï Morozov                                 | Valeri Chaplygin      | Saïd Gusseïnov                             |  |
| 1978                   | Vitautas Galinauskas                            | Akexandre Parkomenko  | Igor Moskalev                              |  |
| 1979 VIIe Spartakiade  | Alexandre Gussiatnikov RSFS Russie (Kouibychev) | Gianni Giacomini      | Alexandre Averine RSFR Russie (Kouibychev) |  |
| 1980                   | Leon Dejits                                     | Youri Barinov         | Ramazan Galaletdinov                       |  |
| 1981                   | Igor Bokov                                      | Youri Kachirine       | Sergei Priblyl                             |  |
| 1982                   | Rikho Suun                                      | Vladimir Malakhov     | Piotr Ugrumov                              |  |
| 1983 VIIIe Spartakiade | Sergei Ermatchenkov                             | Rikho Suun            | Andrei Toporichev                          |  |
| 1984                   | Alexandre Zinoviev                              | Oleg Logvine          | Djamolidine Abdoujaparov                   |  |
| 1985                   | Sergei Zmievskov                                | Andrei Toporichev     | Guennadi Tarassov                          |  |
| 1986                   | Piotr Ugrumov                                   | Arvid Tammesalu       | Dimitri Konyshev                           |  |
| 1987 IXe Spartakiade   | Djamolidine Abdoujaparov                        | Rikho Suun            | Piotr Ugrumov                              |  |
| 1988                   | Vladimir Goluschko                              | Uldis Ansons          | Assiat Saitov                              |  |
| 1989                   | Viktor Klimov                                   | Konstantin Bankin     | Vladimir Diadischkin                       |  |

### Le championnat "critérium"
| Année | Champion          | Deuxième               | Troisième                |
| 1973  | Valeri Likhatchev | Ivan Skosirev          | Igor Razumenko           |
| 1976  | Aavo Pikkuus      | Vitaoutas Galinaouskas | Igor Moskalev            |
| 1981  | Aavo Pikkuus      | Alexandre Akhov        | Rikho Suun               |
| 1982  | Alexandre Akhov   | Rikho Suun             | Vladimir Malakhov        |
| 1983  | Rikho Suun        | Uldis Ansons           | Vladimir Malakhov        |
| 1984  | Vladimir Malakhov | Viktor Demidenko       | Rikho Suun               |
| 1985  | Ivan Romanov      | Rikho Suun             | Tomas Kirsipuu           |
| 1986  | Uldis Ansons      | Ivan Romanov           | Assiat Saitov            |
| 1987  | Ivan Romanov      | Assiat Saitov          | Djamolidine Abdoujaparov |
| 1988  | Piotr Ugrumov     | Uldis Ansons           |                          |

### Le championnat d'URSS "de la montagne"
De création tardive, ayant de ce fait connu peu d'éditions ce championnat livre des podiums qui sont confirmés par les résultats obtenus à partir de 1989 par Ivan Ivanov, principalement au Tour d'Espagne, Vladimir Poulnikov surtout au Tour d'Italie et Piotr Ugrumov au Tour de France, au Tour d'Italie.
| Année | Lieu      | Champion    | Deuxième           | Troisième         |
| 1986  | Sotchi    | Ivan Ivanov | Piotr Ugrumov      | Alexandre Kotenko |
| 1987  | Soukhoumi | Ivan Ivanov | Vladimir Poulnikov | Dainis Ozols      |

### Le championnat "contre-la-montre"
Le Championnat d'URSS  contre-la-montre individuel est disputé sur une distance de 40 kilomètres, portée au début de la décennie 80 à 50 kilomètres. 
| Année | Champion           | Deuxième          | Troisième           |
| 1976  | Anatoli Tchoukanov | Rinat Charafuline | Viktor Panchenkov   |
| 1980  | Alexandre Kisliak  |                   |                     |
| 1981  | Piotr Ugrumov      | Oleg Liadov       | Alexandre Krivinets |
| 1982  | Oleg Liadov        | Piotr Radschenkov | Schvechnikov        |
| 1983  | Oleg Liadov        | Nikolai Kossariev |                     |
| 1984  | Anatoli Yarkine    | Nikolai Kossariev | Assiat Saitov       |
| 1987  | Vladimir Poulnikov | Assiat Saitov     | Vasyl Zhdanov       |
| 1988  | Andrei Teteriouk   | Piotr Ugrumov     |                     |

### Le championnat contre-la-montre enduo
Ce championnat sur route est disputé en trois manches attributives de points qui s'additionnent pour un classement général
| Année | Champion                            | Deuxième                        | Troisième                        |
| 1981  | Viatcheslav Dedenov Sergei Kadatski |                                 |                                  |
| 1982  | Evgeni Korolkov Evgeni Schulgui     | Youri Kachirine Oleg Logvine    | Oleg Liadov Mikhaïl Naumov       |
| 1983  | Oleg Liadov Tinu Roosmae            | I. Stelma Yuri Kazatchenko      | Oleg Logvine Sergei Uslamin      |
| 1987  | Vasyl Zhdanov Viktor Klimov         | Yuri Manuylov Romes Gainetdinov | E. Plazak A. Sneka               |
| 1988  | Vasyl Zhdanov Igor Sumnikov         | Assiat Saitov Yuri Manuylov     | Viktor Kutepov Vladimir Sapronov |
| 1989  | Pavel Tonkov Oleg Polovnikov        | Filipov Anachkin                | Abdrachmachov Vasileivschkin     |

### Le championnat professionnel
| Année | Champion         | Deuxième           | Troisième          |
| 1989  | Ivan Ivanov      | Dimitri Konyshev   | Rikho Suun         |
| 1990  | Dimitri Konyshev | Piotr Ugrumov      | Vladimir Poulnikov |
| 1991  | Andreï Tchmil    | Viatcheslav Ekimov | Piotr Ugrumov      |

## Championnats créés après 1991
Après la dissolution de l'URSS, d'autres championnats leur ont succédé :
- Championnats d'Arménie de cyclisme sur route
- Championnats d'Azerbaïdjan de cyclisme sur route
- Championnats de Biélorussie de cyclisme sur route
- Championnats d'Estonie de cyclisme sur route
- Championnats de Géorgie de cyclisme sur route
- Championnats de Moldavie de cyclisme sur route
- Championnats du Kazakhstan de cyclisme sur route
- Championnats du Kirghizistan de cyclisme sur route
- Championnats de Lettonie de cyclisme sur route
- Championnats de Lituanie de cyclisme sur route
- Championnats d'Ouzbékistan de cyclisme sur route
- Championnats de Russie de cyclisme sur route
- Championnats du Turkménistan de cyclisme sur route
- Championnats du Tadjikistan de cyclisme sur route
- Championnats d'Ukraine de cyclisme sur route